# Distrikt Paratía
Der Distrikt Paratía liegt in der Provinz Lampa in der Region Puno im Süden Perus. Der Distrikt wurde am 23. April 1954 gegründet. Er besitzt eine Fläche von 747 km². Beim Zensus 2017 wurden 2903 Einwohner gezählt. Im Jahr 1993 lag die Einwohnerzahl bei 1722, im Jahr 2007 bei 5257. Sitz der Distriktverwaltung ist die 4390 m hoch gelegene Ortschaft Paratía mit 446 Einwohnern (Stand 2017). Paratía befindet sich knapp 27 km westsüdwestlich der Provinzhauptstadt Lampa.

## Geographische Lage
Der Distrikt Paratía liegt im Andenhochland zentral in der Provinz Lampa. Im Norden wird das Areal von einer über 5200 m hohen Bergkette bestehend aus den Gipfeln Quilca, Jatun Pasto, Huayquera, San Luis, Milna Punta und San Carlos begrenzt. Am Fuße der Berge befindet sich der See Lago Saitococha. Das Gebiet wird über den Río Paratía nach Süden zum Río Coata (auch Río Cabanillas) entwässert.
Der Distrikt Paratía grenzt im Süden und im Westen an den Distrikt Santa Lucía, im Nordwesten an den Distrikt Ocuviri, im Norden an den Distrikt Palca sowie im Osten an den Distrikt Lampa.

## Ortschaften
Neben dem Hauptort gibt es in dem Distrikt folgende größere Ortschaften:
- Chilahuito (594 Einwohner)
- Llanca (220 Einwohner)
- Quillisani (322 Einwohner)